# 해결사 스튜어트
《해결사 스튜어트》(영어: Stuart Saves His Family)는 미국에서 제작된 해럴드 레이미스 감독의 1995년 코미디 영화이다. 앨 프랭큰이 각본과 주연을 맡았다.

## 출연
- 앨 프랭큰
- 로라 샌저코모
- 빈센트 도노프리오
- 셜리 나이트
- 레슬리 분
- 해리스 율린
- 커트 풀러
- 줄리아 스위니
- 조 플래어티
- 로빈 듀크
- 카밀 사비올라
- 루이스 아켓
- 앨런 가필드
- 로버트 커티스 브라운